# Инаугурация Курманбека Бакиева (2009)
Вторая инаугурация Курманбека Салиевича Бакиева в качестве Президента Киргизской Республики состоялась 2 августа 2009 года, которая ознаменовала начало второго срока Курманбека Бакиева на посту президента Кыргызстана. Прошла в Большом зале Доме правительства.

## Обзор
Весной 2009 года Конституционный суд Кыргызстана принял решение, что очередные выборы президента должны состояться летом. Курманбек Бакиев победил на президентских выборах 23 июля 2009 года, набрав свыше 76 % голосов избирателей. Его оппонентом был лидер Социал-демократической партии Кыргызстана Алмазбек Атамбаев, который набрал 8,4 % голосов избирателей, заняв второе место.

## Подготовка
На церемонию вступления в должность президента Курманбека Бакиева, по оценкам, было потрачено около 20 миллионов сомов.

## Церемония
Церемония прошла в Большом зале Дома правительства.
На церемонию инаугурации были приглашены депутаты Жогорку Кенеша, а также представители дипломатических миссий, аккредитованные в Кыргызстане. Присутствовал президент Казахстана Нурсултан Назарбаев, который ранее прибыл Кыргызстан для участия в саммите ОДКБ. На мероприятии была аккредитация журналистов, однако в связи с мерами безопасности им пришлось смотреть церемонию инаугурации в отдельном помещении с экрана телевизора.
Уже за полтора часа зал был заполнен министрами, депутатами, представителями дипломатического корпуса и общественными деятелями Кыргызстана. На церемонию также пришла семья Курманбека Бакиева в полном составе. Всего зал вместил более 650 человек.
В своей инаугурационной речи Курманбек Бакиев отметил, что в ближайшее время он приложит все усилия для «создания грамотного, обеспеченного работой, зажиточного общества». После его выступления председатель ЦИК Кыргызстана Дамир Лисовский вручил К. Бакиеву удостоверение президента. Затем торага Жогорку Кенеша Айтибай Тагаев вручил нагрудный знак президента, на котором были выгравированы фамилия, имя, отчество новоизбранного президента, а также сроки его полномочий.
Затем слово было предоставлено президенту Казахстана Нурсултану Назарабаеву, который и закончил церемонию инаугурации. В своей речи он отметил, что 23 июля 2009 года киргизский народ выразил своё волеизъявление и доверил руководство государством новму президенту.
Инаугурация К. Бакиева на второй срок, по его собственному желанию, прошла в «скромной, не помпезной обстановке». Церемония завершилась девятью артиллерийскими залпами, произведёнными на центральной площади Ала-Тоо.